# لوران لوفور
لوران لوفور (فرانسوی: Laurent Lefèvre‎؛ زادهٔ ۲ ژوئیهٔ ۱۹۷۶) دوچرخه‌سوار اهل فرانسه است.
از باشگاه‌هایی که در آن رکاب زده‌است می‌توان به تیم دوچرخه‌سواری فستینا، تیم دوچرخه‌سواری کوفیدیس، آر.ای.ژ.تی. سمنس، و تیم دوچرخه‌سواری دیرکت انرژی اشاره کرد.